# Lydia Benz-Burger
Lydia Benz-Burger (* 26. September 1919 in Freienwil; † 21. Mai 2008 in Affoltern am Albis; heimatberechtigt in Winterthur und Zürich) war eine Schweizer Politikerin, Redaktorin und Feministin.

## Leben
Lydia Benz-Burger wurde als Tochter des Bauern, Posthalters und Gemeindeschreibers August Burger geboren. Sie war mit Henry Benz, Elektrotechniker und technischer Kaufmann, verheiratet. Zunächst arbeitete sie als Telefonistin, besuchte aber das Abendgymnasium in Zürich, wo sie 1945 ihre Matura erwarb. Sie begann als Redaktorin bei Meyers Modeblatt zu arbeiten. Gleichzeitig studierte sie Germanistik, Journalistik und Geschichte an der Universität Zürich, wo sie 1953 promoviert wurde.
Von 1956 bis 1986 war Benz-Burger Geschäftsführerin der Schweizerischen Gesellschaft für Theaterkultur. Ab 1957 war sie im Vorstand des Frauenstimmrechtsvereins Zürich und als Redaktorin der Staatsbürgerin tätig. Von 1960 bis 1968 präsidierte sie zudem die Pressekommission des Schweizerischen Verbandes für Frauenstimmrecht. Anschliessend war sie von 1968 bis 1971 Präsidentin des Schweizerischen Verbandes der Akademikerinnen.
Für den Landesring der Unabhängigen (LdU) war Benz-Burger von 1970 bis 1974 Gemeinderätin der Stadt Zürich. In dieser Funktion reichte sie verschiedene Postulate für gleiche Schul- und Berufsbildung beider Geschlechter ein. Bei den Nationalratswahlen 1975 stellte sie die erste Frauenliste auf. Von 1975 bis 1981 war sie Präsidentin des Initiativkomitees «Gleiche Rechte für Mann und Frau».
Sie gehörte dem gemässigten Flügel des Zürcher Frauenstimmrechtsverbands an. Von der Mitarbeit in politischen Institutionen versprach sie sich mehr als von Demonstrationen.